# Julian Wilson
Pour les articles homonymes, voir Wilson.
Julian Wilson est un surfeur professionnel australien né le 8 novembre 1988 à Coolum Beach, dans le Queensland, en Australie.

## Biographie
Julian Wilson débute sur le circuit Qualifying Series en tant que wild card en 2007 à l'âge de 16 ans puis l'intègre en 2010. Un an plus tard, en 2011, il intègre le Championship Tour, élite du surf mondial. Il remporte sa première victoire sur le CT en 2012 lors du Rip Curl Pro Portugal à Peniche. En 2014 lors du Billabong Pipe Masters, il remporte sa deuxième victoire sur le circuit face au Brésilien Gabriel Medina, sacré champion du monde au cours de cette même étape. En 2017, il finit troisième du tour, juste derrière Gabriel Medina et John John Florence (champion du monde 2016 et 2017). 
Il est sponsorisé par plusieurs marques : Red Bull, Hurley, Oakley, Sol Republic headphones et FCS fins. 
En 2017, Julian Wilson se marie avec Ashley Osborne : une mannequin de Chadwick models à Sydney. En février 2018, sa femme accouche de leur premier enfant, une petite fille appelée Olivia. 
Julian Wilson est très impliqué dans la fondation nationale du cancer du sein. Il fait souvent des événements pour la sensibilisation de ce cancer. Il est très impliqué dans cette cause, car sa mère a été atteinte du cancer du sein mais s'en est sortie.

## Palmarès et résultats

### Saison par saison
- 2011 :
  - 3e du Hurley Pro à Trestles (États-Unis)
  - 2e du Quiksilver Pro France à Hossegor (France)
  - Rookie of the year

- 2012 :
  - 1er du Rip Curl Pro Portugal à Peniche (Portugal)

- 2013 :
  - 2e du Hurley Pro à Trestles (États-Unis)
  - Champion du monde QS

- 2014 :
- 3e du Rip Curl Bells Beach à Victoria (Australie)
  - 1er du Billabong Pipe Masters à Banzai Pipeline, sur le North Shore d'Oahu (Hawaï)
  - 1er de la Vans Triple Crown of Surfing

- 2015 :
  - 2e du Quiksilver Pro Gold Coast à Gold Coast (Australie)
  - 2e du Fiji Pro à Tavarua (Fidji)[1]
  - 2e du J-Bay Open à Jeffreys Bay (Afrique du Sud)[2],[3]
  - 3e du Quiksilver Pro France à Hossegor (France)[4]
- 2016:
  - 2e du Drug Aware Margaret River Pro à Margaret River (Australie)
  - 3edu J-Bay Open à Jeffreys Bay (Afrique du Sud)
- 2017 :
  - 3e du Corona Open J-Bay à Jeffreys Bay (Afrique du Sud)
  - 1er du Billabong Pro Tahiti à Tahiti (Polynésie)
  - 2e  du MEO Rip Curl Pro Portugal à Peniche (Portugal)
- 2018 : 
  - 1er du Quiksilver Pro Gold Coast à Gold Coast (Australie)
  - 3e  du Oi Rio Pro à Saquarema (Brésil)

### Classements
| Année             | 2011 | 2012 | 2013 | 2014 |
| ----------------- | ---- | ---- | ---- | ---- |
| Championship Tour | 9e   | 9e   | 6e   | 14e  |
| Qualifying Series | 7e   | 5e   | 1er  | 3e   |